# Australopithecus afarensis
Australopithecus afarensis ist eine Art der ausgestorbenen Gattung Australopithecus aus der Familie der Menschenaffen. Fossilien, die Australopithecus afarensis zugeordnet wurden, stammen aus rund 3,8 bis 2,9 Millionen Jahre alten Fundschichten Ostafrikas, insbesondere aus Hadar (Äthiopien) und Laetoli (Tansania).
Die verwandtschaftliche Nähe zu den Arten der Gattung Homo ist ungeklärt. Als sehr wahrscheinlich gilt jedoch, dass Australopithecus afarensis infolge Anagenese in direkter Linie aus dem älteren Australopithecus anamensis hervorgegangen ist.

## Namensgebung
Die Bezeichnung der Gattung Australopithecus ist abgeleitet von lat. australis („südlich“) und griechisch πίθηκος, altgr. ausgesprochen píthēkos („Affe“). Das Epitheton afarensis verweist auf den Fundort zahlreicher Fossilien in der äthiopischen Afar-Region; Australopithecus afarensis bedeutet folglich sinngemäß „südlicher Affe aus Afar“.
Die Bezeichnung Australopithecus afarensis wurde erstmals im Mai 1978 während eines sechstägigen Nobel-Symposiums der Königlich Schwedischen Akademie der Wissenschaften in Stockholm öffentlich erwähnt, das im Rahmen der Feierlichkeiten zum 200. Todestag von Carl von Linné veranstaltet wurde. Donald Johanson, der zu einem Vortrag eingeladen worden war, beschrieb detailliert das Fossil Lucy und die bis dahin bekannten Funde und kündigte die baldige schriftliche Erstbeschreibung der neuen Art anhand des Holotypus LH 4 an. Dies führte zu einem lang andauernden Zerwürfnis mit Mary Leakey und Richard Leakey, die nicht damit einverstanden waren, dass Johanson eine solche mündliche Bekanntmachung vor der Veröffentlichung in einer Fachzeitschrift gemacht hatte. Zudem betrachtete Mary Leakey den Unterkiefer LH 4 aus Laetoli als ihr wissenschaftliches Eigentum und kritisierte daher auch, dass ein Fossil aus Laetoli zum Typusexemplar einer nach der Region Afar benannten Art werden sollte. Aus Verärgerung nahm Leakey schließlich am 22. August 1978 ihr bereits gegebenes Einverständnis zurück, als Co-Autorin der Erstbeschreibung genannt zu werden, was zur Folge hatte, dass die bereits gedruckte Erstbeschreibung vernichtet und eine neue Fassung der Zeitschrift Kirtlandia gedruckt werden musste. Der US-Paläoanthropologe Ian Tattersall erläuterte 2015 die Hintergründe wie folgt: „Weil die Fossilien von zwei Fundorten stammten, die räumlich weit voneinander entfernt waren, wollten Johanson und White sie auf irgendeine Art miteinander verbinden. Um diese symbolische Einheit zustande zu bringen, gaben sie der Zusammenlegung den Namen Australopithecus afarensis, benannt nach dem Ort, an dem die Fossilien am häufigsten gefunden worden waren – aber sie bestimmten als Holotypus einen Unterkiefer aus Laetoli, das Fossil LH 4.“
Johansons Vortrag in Stockholm provozierte zudem eine fachliche Kontroverse um die korrekte taxonomische Benennung der neuen Art. Dem Nobel-Symposium beigewohnt hatte nämlich auch ein Mitarbeiter der Zeitschrift New Scientist namens Hinrichsen, dessen Bericht über die neue Art noch vor der Publikation in Kirtlandia veröffentlicht wurde. Da Hinrichsens Text die erste schriftliche Erwähnung von Australopithecus afarensis war, folgerten mehrere Taxonomen, die im Sinne der wissenschaftlichen Nomenklatur korrekte Bezeichnung der Art sei: „Australopithecus afarensis Johanson (in Hinrichsen), 1978“ und nicht „Australopithecus afarensis Johanson, White und Coppens, 1978“.

## Erstbeschreibung
Die Erstbeschreibung von Australopithecus afarensis wurde 1978 von Donald Johanson, Tim White und Yves Coppens veröffentlicht. Als Holotypus von Australopithecus afarensis wurde ein 3,6 bis 3,8 Millionen Jahre alter Unterkiefer (Sammlungsnummer LH 4 = Laetoli Hominid 4) ausgewählt; dieses Fossil war 1974 von Maundu Muluila, einem Mitarbeiter von Mary Leakey, in Laetoli (Tansania) gefunden, aber zunächst keiner bestimmten Art zugeordnet worden. Ergänzt wurde die Erstbeschreibung durch den Verweis auf zwei Dutzend Zähne und Kieferfragmente aus Fundstellen in Tansania sowie auf mehrere hundert ebenfalls zur Art gehörige Fossilien aus Äthiopien.

## Die Funde und ihr Alter
Alle Fossilien von Australopithecus afarensis aus Laetoli wurden aus einer Bodenschicht geborgen, die auf ein Alter von 3,76 bis 3,46 Millionen Jahren datiert wurde. Die Fossilien aus Hadar sind jünger, für sie alle wurde ein Alter von 3,4 bis 2,92 Millionen Jahren berechnet. Fossilien von der Fundstätte Maka (sie liegt wie Hadar im Afar-Dreieck) sind 3,75 bis 3,4 Millionen Jahre alt. Ob die Fossilien von beiden Fundorten tatsächlich zur gleichen Art gehören, wird von einigen Forschern angezweifelt. Warum die Art ausgestorben ist, ist ungeklärt.
Von wann bis wann eine fossile Art existierte, kann in aller Regel aber nur näherungsweise bestimmt werden. Zum einen ist der Fossilbericht lückenhaft: Es gibt meist nur sehr wenige Belegexemplare für eine fossile Art. Zum anderen weisen die Datierungsmethoden zwar ein bestimmtes Alter aus, dies jedoch mit einer erheblichen Ungenauigkeit; diese Ungenauigkeit bildet dann die äußeren Grenzen bei den „von … bis“-Angaben für Lebenszeiten. Alle publizierten Altersangaben sind daher vorläufige Datierungen, die zudem nach dem Fund weiterer Belegexemplare möglicherweise revidiert werden müssen.
Etwa 90 Prozent der Funde von Australopithecus afarensis stammen aus Hadar. Weitere Fundstellen sind White Sands, Belohdelie und Fejej in Äthiopien, Koobi Fora und Allia Bay in Kenia sowie Koro Tor im Tschad. Australopithecus afarensis ist die älteste Art der Hominini, von der hinreichend viele Fossilien unterschiedlicher Individuen überliefert sind, so dass Körperbau und Körpergewicht relativ zuverlässig abgeschätzt werden können.
Stammesgeschichtlich wurde Australopithecus afarensis wiederholt in die Nähe der Entwicklungslinie zur Gattung Homo gestellt. Eine 2007 publizierte Studie von Yoel Rak zu einem afarensis-Unterkiefer wies jedoch aufgrund der speziellen Form des aufsteigenden Unterkieferasts (Ramus mandibulae) eine größere Ähnlichkeiten mit Paranthropus robustus nach als mit den frühen Homo-Arten.

### Lucy
Lucy ist das bekannteste Fossil von Australopithecus afarensis. Es wurde am 24. November 1974 von Donald Johanson in Hadar entdeckt und benannt nach dem Beatles-Song „Lucy in the sky with diamonds“, der am Tage der Entdeckung im Forschercamp mehrfach vom Tonband abgespielt wurde. Das Skelett wurde aufgrund von Überlegungen zum Größenverhältnis der Geschlechter (Geschlechtsdimorphismus) bei Australopithecinen einem weiblichen Individuum zugeschrieben; diese Interpretation ist aber umstritten.
Lucy wurde auf ein Alter von 3,2 Mio. Jahren datiert und unter der Sammlungsnummer AL 288-1 (AL = „Afar Locality“) registriert. Sie war zu Lebzeiten ungefähr 105 cm groß, wog ca. 27 kg und starb (ablesbar am Zustand ihrer Zähne) als junge Erwachsene.
Lucy galt jahrelang als das am besten erhaltene Skelett eines frühen Vertreters der Hominini: 47 der 207 Knochen wurden gefunden, darunter Oberschenkelknochen und Schienbein, Teile des Beckens, der Wirbelsäule, mehrerer Rippen, des Schädels und beider Oberarmknochen; die Knochen der Hände und der Füße fehlen nahezu vollständig. Der Skelettbau zeigt Anpassungen an den aufrechten Gang.

### „First Family“
Als „erste Familie“ bezeichnete Donald Johanson einen ungewöhnlich umfangreichen Fund von Fossilien, der im November 1975 in Hadar entdeckt wurde: die Überreste von neun Erwachsenen, drei Heranwachsenden und fünf Kindern. Ihr Alter wurde – wie das von Lucy – auf 3,2 Millionen Jahre datiert.

### DIK 1-1
Das Fossil mit der Sammlungsnummer DIK 1-1 wurde im Jahr 2000 in der äthiopischen Region Dikika entdeckt und stammt von einem ungefähr dreijährigen, weiblichen Individuum, dessen Alter aufgrund der Bodenbeschaffenheit mit 3,3 Millionen Jahren angegeben wird. Es wird von seinem Entdecker auch Selam („Friede“) genannt.
DIK 1-1 gilt als das derzeit vollständigste Fossil von Australopithecus afarensis. Die noch erhaltenen Fuß- und Beinknochen sowie das rechte Schulterblatt belegen, dass auch ein junger Australopithecus sowohl zweibeinig, also aufrecht gehen als auch noch – vergleichbar den modernen Schimpansen – gut im Geäst der Bäume hangeln konnte.

## Körperbau
Australopithecus afarensis war „etwas größer als ein Schimpanse, der schon – wenn auch noch sehr ungelenk – auf den Hinterbeinen ging“. Becken und Beine wiesen menschenähnliche Merkmale auf, während Kopf und Oberkörper als „affenähnlich“ beschrieben wurden.
Die Körpergröße der männlichen Individuen wurde auf ca. 1,50 m und ihr Gewicht auf 40 bis 50 kg geschätzt, für weibliche Individuen wurde eine Körpergröße von rund 1,10 m und ein Gewicht von 28 bis 34 kg rekonstruiert. Ob der Sexualdimorphismus tatsächlich derart stark ausgeprägt war, ist jedoch umstritten, da beispielsweise die Stärke der Oberschenkelknochen eine recht breite Streuung aufweist. Die Streuung hatte 1984 sogar zu dem Vorschlag geführt, die kleineren Fossilien als „Homo antiquus“ von Australopithecus abzutrennen.
Im Jahr 2016 erbrachte eine Untersuchung des Skeletts von Lucy, dass die wesentlich größere Stärke der Armknochen im Vergleich mit den Beinknochen darauf hindeutet, dass Lucy ihre Arme regelmäßig stärker belastet hat als die Beinknochen. Dies wurde damit erklärt, dass Lucy häufiger auf Bäumen geklettert als auf dem Erdboden gelaufen sei.

### Kopf und Oberkörper
Aufgrund der relativ zahlreichen Funde von afarensis-Fossilien aus unterschiedlichen Grabungsstellen besteht in Fachkreisen – im Unterschied zu anderen Australopithecus-Arten – seit geraumer Zeit „Konsens darüber, daß es sich um eine eigenständige frühe Homininen-Form handelt, die durch eine Reihe ursprünglicher Schädel- und Zahnmerkmale gegenüber anderen Australopithecinen-Taxa gekennzeichnet ist“. Zu diesen ursprünglichen, stammesgeschichtlich alten Merkmalen gehört Winfried Henke zufolge auch die geringe Hirnschädelkapazität, „die im Variationsbereich von Pan liegt“, und die ausgeprägte Prognathie des Gesichtsskeletts, das heißt ein Vorstehen des Oberkiefers vor dem Unterkiefer, was eine den Orang-Utans ähnliche Form der Schnauze und eine insgesamt affenähnliche Gesichtsform bewirkt. Ferner ist im Oberkiefer „meistens ein Diastema angelegt, jedoch ist die Abkauung des Oberkiefereckzahns bereits hominin.“ Der Schädel hat keine Stirn. Das Gehirnvolumen kann aufgrund der wenigen hinreichend zuverlässig rekonstruierbaren Schädelfunde nur annähernd abgeschätzt werden; demnach liegt der Durchschnittswert bei 446 Kubikzentimetern, die Variationsbreite reicht von knapp über 300 bis 530 Kubikzentimeter beim bislang größten Schädel AL 444-2, einem Fund von Yoel Rak in Hadar.
Aus einer Rekonstruktion der Gehirnabdrücke auf der Innenseite der fossilen Schädelfunde DIK 1-1 und AL 333 wurde geschlossen, dass Australopithecus afarensis ein affenähnliches Gehirn besaß, dass aber das Gehirnwachstum nach der Geburt im Vergleich mit beispielsweise Schimpansen deutlich länger andauerte, so dass die Jungtiere während einer relativ langen Kindheit auf elterliche Fürsorge angewiesen waren.
Der Bau der Knochen im Bereich der Schultergelenke, des trichterförmigen Brustkorbs und der Rippen sowie der Ellenbogengelenke ist „eher panin“ (schimpansen-ähnlich) und verweist auf eine „suspensorische“ (an den Armen hängende) Fortbewegungsweise auf Bäumen. Hierauf deuten auch „die relativ langen Arme sowie die gebogenen Finger- und Zehenknochen“ hin. Eine Rekonstruktion der Fingerknochen ergab, dass Australopithecus afarensis einen recht kurzen Daumen besaß, der keinen ausgeprägten Präzisionsgriff zuließ; die Mittelhandknochen wurden als „intermediär“ zwischen Gorilla und Mensch interpretiert.
Die detaillierte Analyse des rechten Schulterblattes von DIK 1-1 ergab ebenfalls, dass dieses Individuum noch häufig mit nach oben, über den Kopf hinweg gestreckten Armen gehangelt hat. Die Wirbelkörper wurden hingegen als eher menschen-ähnlich beschrieben.

### Aufrechter Gang

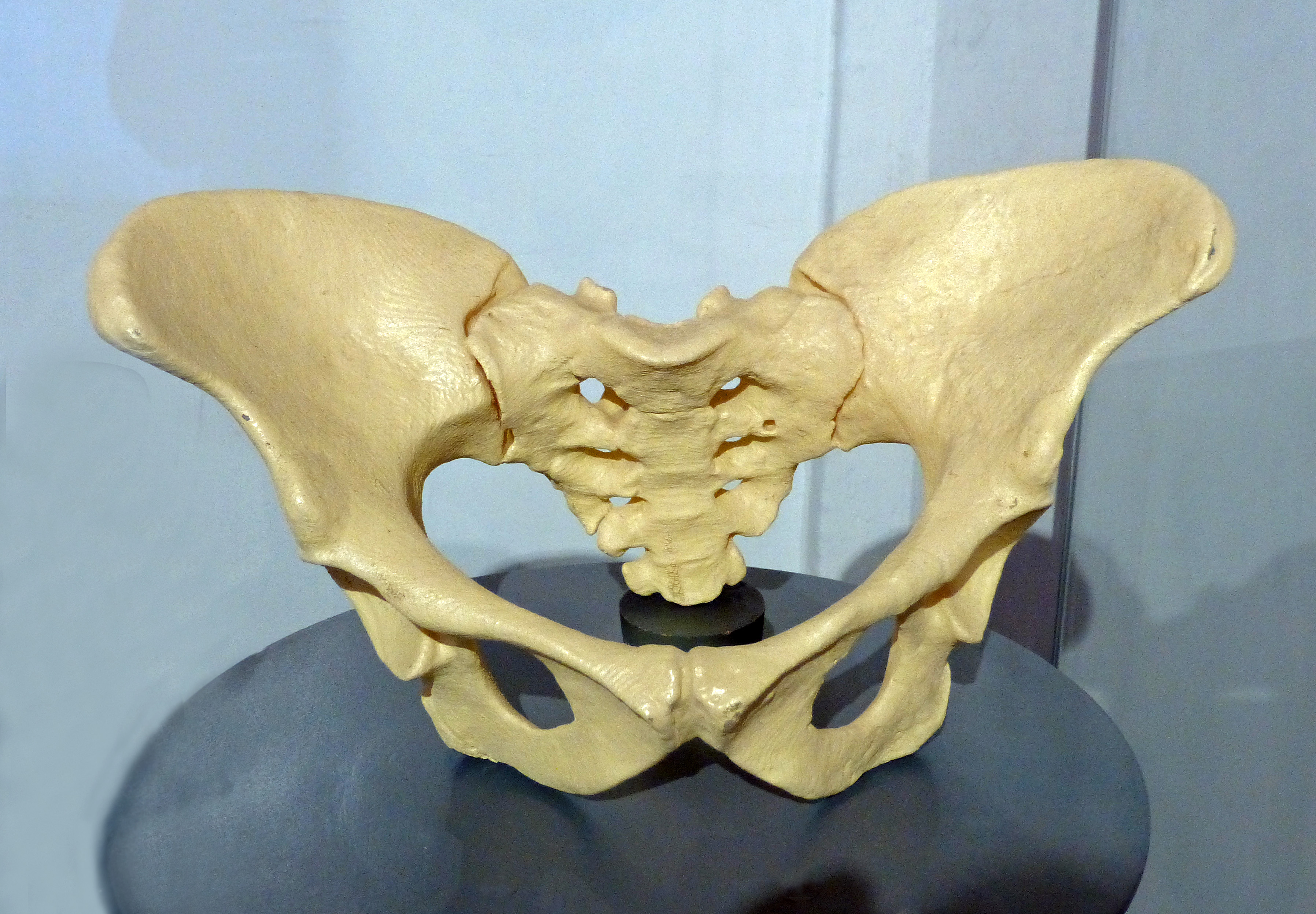
Rekonstruktion des Beckens von Lucy

Das Becken von Australopithecus afarensis weist „die stärksten morphologischen Umgestaltungen im Zusammenhang mit der Aufrichtung und der bipeden Fortbewegungsweise auf.“ Zur gezielten Suche nach Indizien für den aufrechten Gang hatten anfangs vor allem die beiden ersten in Hadar entdeckten homininen Fossilien AL 129-1a und AL 129-1b beigetragen: ein Kniegelenk, bestehend aus den einander zugehörigen Fragmenten eines Oberschenkelknochens und eines Schienbeins. Aus diesen 1973 geborgenen Fragmenten konnte zweifelsfrei abgeleitet werden, dass ihr Besitzer aufrecht gegangen war; es waren damals die ältesten Belege für den aufrechten Gang der Hominini.
Der aufrechte Gang von Australopithecus afarensis ist ferner durch fossile Fußspuren belegt, die ein Mitarbeiter von Mary Leakey in der zu Gestein gewordenen vulkanischen Asche von Laetoli in Tansania fand. Kurze Zeit nach dem Ausbruch des Vulkans Sadiman vor 3,6 Millionen Jahren gingen mehrere Individuen von Australopithecus afarensis über die feuchte Asche, die kurz darauf aushärtete und ihre Fährten konservierte. Die Plausibilität der Zuschreibung dieser Fußspuren zu Australopithecus afarensis wurde im Rahmen des Dikika Research Projects durch den äthiopischen Paläoanthropologen Zeresenay Alemseged bestätigt, der das Fossil DIK 1-1 untersuchte und ihm ebenfalls die Fähigkeit zum aufrechten Gehen zuschrieb.
Einer 2005 veröffentlichten Studie zufolge belegen die Fußspuren von Laetoli, dass sich Australopithecus afarensis mit einer Geschwindigkeit von 0,6 bis 1,3 m/s vollständig aufrecht fortbewegte. Die Berechnung wurde anhand der Abmessungen von Lucy und der Spuren mittels Modellsimulation durchgeführt. 2010 erbrachte ein biomechanisches Experiment zudem den Nachweis, dass die versteinerten Fußspuren ein Abdruckprofil konserviert haben, das weitgehend dem der modernen Menschen gleicht: Beim aufrechten Gehen ist die Abdrucktiefe von Zehen und Ferse annähernd gleich; beim Schimpansen-artigen Gehen drücken sich die Zehen tiefer in den Boden als die Ferse. Demnach hatte sich ein – hinsichtlich der Bewegungsabläufe und der Energieeffizienz – menschenähnlicher aufrechter Gang bereits lange vor dem Entstehen der Gattung Homo entwickelt.
Eine Computersimulation erbrachte 2024 zudem Anhaltspunkte dafür, dass sich wichtige Merkmale des Körperbaus von Australopithecus afarensis speziell für eine verbesserte Ausdauer-Laufleistung entwickelt haben und nicht nur als Nebenprodukt der Selektion für ein optimiertes aufrechtes Gehen. Allerdings sei die maximale Laufgeschwindigkeit deutlich geringer als die des anatomisch modernen Menschen (Homo sapiens) gewesen.
Im Unterschied zu DIK 1-1 und der nur knapp über einen Meter großen Lucy steht das 2010 von Yohannes Haile-Selassie wissenschaftlich beschriebene, 3,58 Millionen Jahre alte Skelett KSD-VP-1/1 von der Fundstelle Woranso-Mille (Afar-Dreieck, Äthiopien) für ein möglicherweise fast zwei Meter großes, ausgewachsenes Individuum. Erhalten geblieben sind unter anderem Teile des Schulterblatts, des Beckens sowie aussagekräftige Teile der Röhrenknochen von Ober- und Unterschenkel einschließlich ihrer Endstücke im Bereich des Kniegelenks. Auch aus diesem Fund konnte abgeleitet werden, dass die Fähigkeit zum aufrechten Gehen bei Australopithecus afarensis weit fortgeschritten („highly evolved“) war. Die Rekonstruktion der Körpergröße ist allerdings umstritten.
Ältester fossiler Beleg für einen von seiner Funktion her dem Menschen vergleichbaren Fuß ist ein vollständig erhaltener, 3,2 Millionen Jahre alter Mittelfußknochen von Australopithecus afarensis (Sammlungsnummer AL 333-160), dessen Merkmale sowohl das Vorhandensein eines Längsgewölbes als auch eines Quergewölbes erkennen lassen. Der Deutung dieses Fundes zufolge war seinerzeit der Übergang von einem für das Klettern im Geäst optimierten Greiffuß zu einem als „Stoßdämpfer“ beim aufrechten Laufen fungierenden Fußgewölbe bereits weit fortgeschritten.

## Lebensraum und Nahrung

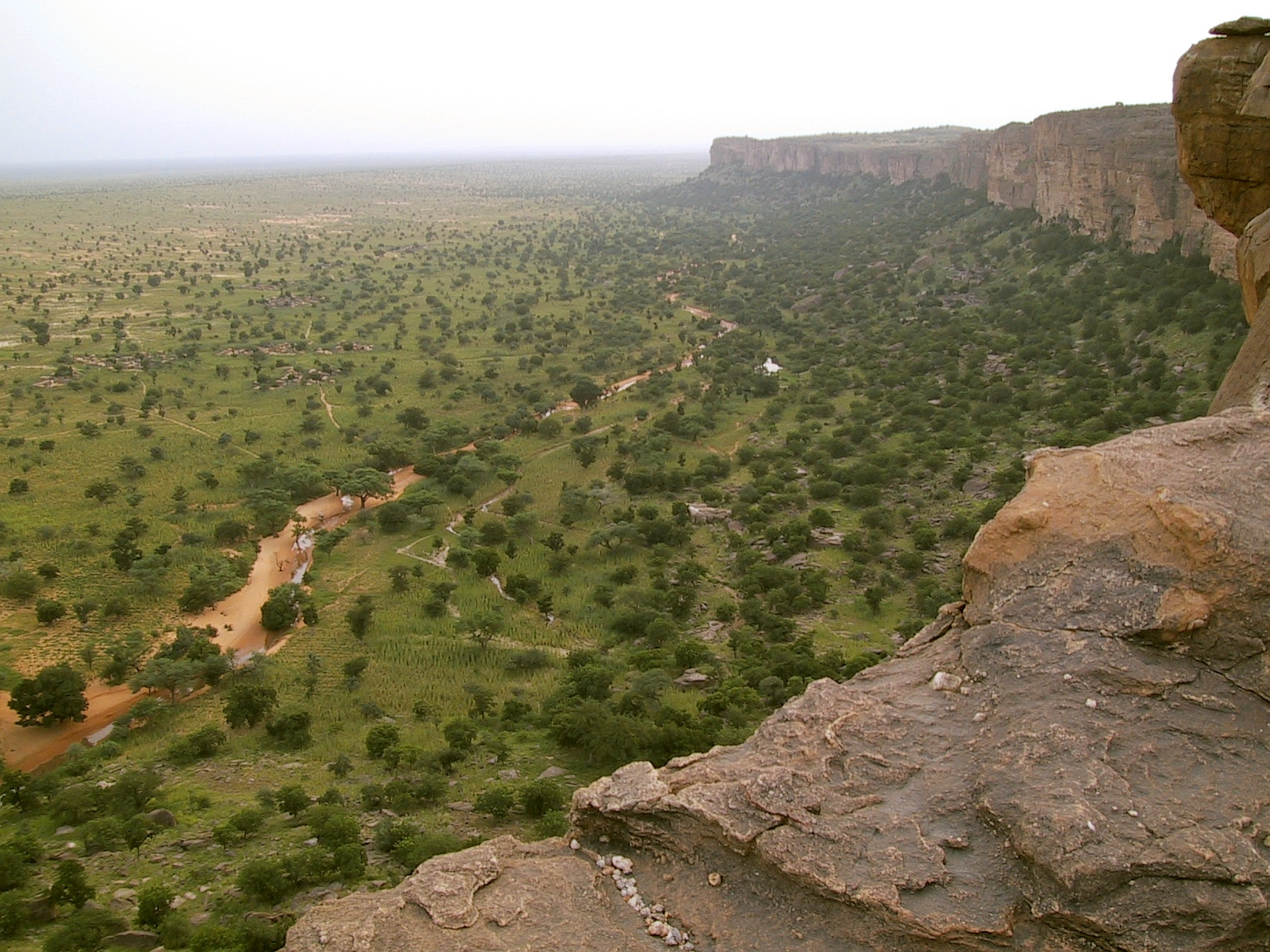
Lockerer Baumbestand, ein zeitweise trocken fallendes Gewässer, Grasland: Ähnlich wie hier am Rande der Sahelzone im heutigen Mali hat der Lebensraum von Australopithecus ausgesehen.

In Hadar wurden im Zusammenhang mit Australopithecus afarensis die Überreste von zahlreichen fossilen Tierarten geborgen, darunter urtümliche Paviane (Parapaio), Fleckenhyänen (Percrocuta), Hyänen (Chasmoporthetes), Säbelzahnkatzen (Megantereon und Homotherium), Mäuse (Saidomys), Kurzhalsgiraffen (Sivatherium) sowie Verwandte der heutigen Gnus (Damalops) und der Antilopen (Praedamalis). Es wurden nur wenige reine Waldbewohner entdeckt. Die Artenzusammensetzung ist demnach „typisch für Mosaiklandschaften mit Grasflächen, Gehölzen sowie geschlossenen Busch- und Baumbeständen an Wasserläufen und in Gebirgstälern.“ Die Region von Hadar war zur Zeit des Australopithecus afarensis – in einer Höhe von 2400 Metern – deutlich kühler als in Laetoli und wies vermutlich auch Wälder auf.
Zur Nahrungsaufnahme von Australopithecus afarensis lagen lange Zeit nur indirekte Befunde vor, abgeleitet aus der äußerlich erkennbaren Beschaffenheit der Zähne. Die Eckzähne und Backenzähne der Australopithecus afarensis zugeschriebenen Fossilien sind kleiner und weniger stark abgenutzt als jene von Australopithecus africanus, woraus auf eine weniger hartfaserige Kost als bei A. africanus geschlossen wurde. Allerdings fällt auf, dass die Schneidezähne häufig „stark mitgenommen sind. Demnach dienten vor allem die vorderen Zähne zum Zerkleinern der Nahrung [...]. Die mikroskopische Untersuchung zeigt, daß zu Lebzeiten Zähne abgebrochen sind, vermutlich durch das Beißen auf Nüsse und andere kleine harte Gegenstände. Die Kanten der Schneidezähne zeigen bei genauer Untersuchung Streifen von vorn nach hinten. Möglicherweise zog A. afarensis also Pflanzenteile zwischen den Zähnen hindurch.“ 2013 erbrachte eine Isotopenanalyse der Zähne von 20 Funden aus Hadar and Dikika, dass Australopithecus afarensis – im Unterschied zu Australopithecus anamensis, der sich vor allem von weicheren C3-Pflanzen ernährte – einen hohen Anteil von Gräsern und anderen C4-Pflanzen konsumierte.
In der gleichen Epoche wie Australopithecus afarensis lebte in der Afar-Region eine bislang unbenannte, im Jahr 2012 ebenfalls den Hominini zugerechnete Art, die bislang nur durch den im äthiopischen Grabungsgebiet Woranso-Mille geborgenen Burtele-Fuß belegt wurde. Ferner wurden die Fragmente mehrerer Kiefer im Jahr 2015 der durch sie etablierten Art Australopithecus deyiremeda zugeordnet.

## Forschungsgeschichte

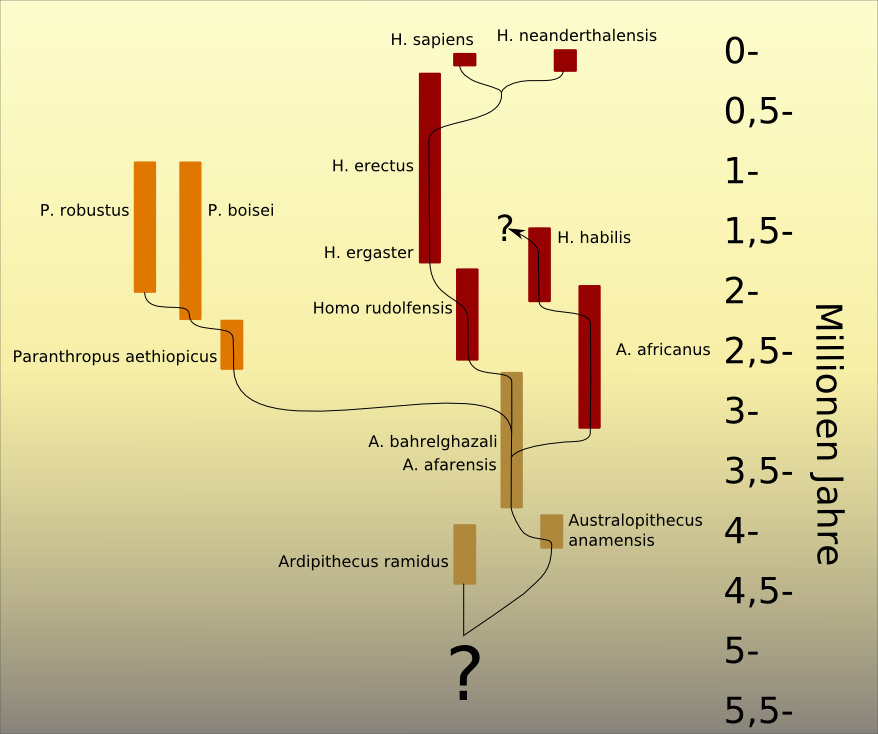
Hypothese zur Evolution der Australopithecinen, wie sie aufgrund der gegenwärtigen Fundlage beispielsweise von Friedemann Schrenk vertreten wird.

### Erste Funde
Erster Entdecker eines Fossils von Australopithecus afarensis war Ludwig Kohl-Larsen. Er hatte bereits 1938/39 in Tansania (damals Tanganjika) auf der Suche nach dem „Urmenschen“ die später als Laetoli bekannt gewordene Örtlichkeit besucht und dort 1939 ein kleines Oberkieferfragment mit zwei Vorderbackenzähnen (Garusi 1, auch: Garusi Hominid 1 oder Garusi-Fragment) und einen 3. Oberkiefer-Molar (Garusi 2) entdeckt, ohne aber ein neues Taxon zu vergeben. Später wurde in der Kohl-Larsen-Sammlung der Eberhard Karls Universität Tübingen – heute Teilsammlung des Museums der Universität Tübingen (MUT) – noch ein Eckzahn als hominin identifiziert (Garusi 4). Das hohe Alter des Oberkieferfragments, das in einem Sandsteinblock des Garusi-Tals verbacken war, hatte er jedoch bereits erkannt. Wolfgang Abel verneinte 1940 in einer schriftlichen Mitteilung dessen Ähnlichkeit mit dem von Ludwig Kohl-Larsen gefundenen, viel jüngeren „Africanthropus“-Schädel (der heute dem frühen anatomisch modernen Menschen  zugerechnet wird) und stellte den Fund in die Nähe der kurz zuvor von Robert Broom in Südafrika entdeckten Fossilien des „Australopithecus Transvaalensis“ (heute Australopithecus africanus). Abel hatte zuvor den Kinderschädel von Taung untersucht und war sich der Unterschiede verschiedener Australopithecinen-Funde bewusst. Erstmals 1948 von Edwin Hennig als „Praeanthropus“ und 1950 von Hans Weinert als „Meganthropus africanus“ ausführlich beschrieben wurde der Garusi-Fund ab den frühen 1950er Jahren auch von anderen Paläoanthropologen in die verwandtschaftliche Nähe des Australopithecus africanus gestellt, ohne jedoch dem Garusi-Fragment den Status als Holotypus einer neuen Art zuzusprechen. Die Bedeutung des Garusi-Oberkiefers lag trotz der ausgebliebenen Artbeschreibung vor allem in der Erkenntnis, dass Australopithecinen diesem Fund zufolge nicht nur auf Südafrika beschränkt sein konnten, da es der forschungsgeschichtlich erste Fund dieser Hominini-Gruppe in Ostafrika war.

### Möglicher Werkzeuggebrauch
Individuen der Art Australopithecus afarensis wurde in einer im Jahr 2010 publizierten Studie zugeschrieben, sie seien die ältesten bisher bekannten Vertreter der Hominini, die – ausweislich von parallelen Einkerbungen an zwei Tierknochen vom Fundort Dikika, die als Schnittspuren gedeutet wurden – Steinwerkzeuge benutzten. Diese Deutung ist allerdings umstritten; die Zähne von Krokodilen können täuschend ähnliche Ritzungen verursachen.

## Belege
1. 1 2  Gary J. Sawyer, Viktor Deak: Der lange Weg zum Menschen. Lebensbilder aus 7 Millionen Jahren Evolution. Spektrum Akademischer Verlag, Heidelberg, 2008, S. 39.
2. ↑  William H. Kimbel et al.: Was Australopithecus anamensis ancestral to A. afarensis? A case of anagenesis in the hominin fossil record. In: Journal of Human Evolution. Band 51, Nr. 2, 2006, S. 134–152, doi:10.1016/j.jhevol.2006.02.003.
3. ↑  Donald Johanson, Maitland Edey: Lucy. Die Anfänge der Menschheit. Piper, München 1982 (hier zitiert nach der Neuausgabe: Piper, 1992, S. 358).
4. ↑  Roger Lewin: Bones of Contention. Controversies in the Search for Human Origins. Touchstone, New York 1988, S. 276 und 285, ISBN 0-671-66837-4.
5. ↑  Ian Tattersall: The Strange Case of the Rickety Cossack – and Other Cautionary Tales from Human Evolution. Palgrave Macmillan, New York 2015, S. 129, ISBN 978-1-137-27889-0.
6. ↑  W. Eric Meikle, Sue Taylor Parker: Naming our Ancestors. An Anthology of Hominid Taxonomy. Waveland Press, Prospect Heights (Illinois) 1994, S. 126, ISBN 0-88133-799-4.
7. ↑  Donald Johanson, Tim White und Yves Coppens: A New Species of the Genus Australopithecus (Primates: Hominidae) from the Pliocene of Eastern Africa. In: Kirtlandia. Band 28, 1978, S. 1–14, Volltext (PDF).
8. ↑  Gary J. Sawyer, Viktor Deak: Der lange Weg zum Menschen, S. 44.
9. 1 2  Donald Johanson: Lucy und ihre Kinder. 2. aktualisierte und erweiterte Auflage, Elsevier Verlag, München 2000, S. 133, ISBN 978-3-8274-1670-4.
10. ↑  Bernard Wood, Nicholas Lonergan: The hominin fossil record: taxa, grades and clades. In: Journal of Anatomy. Band 212, Nr. 4, 2008, S. 357 f., doi:10.1111/j.1469-7580.2008.00871.x, Volltext (PDF; 292 kB). (Memento vom 29. Oktober 2013 im Internet Archive)
11. ↑  Yoel Rak, Avishag Ginzburg und Eli Geffen: Gorilla-like anatomy on Australopithecus afarensis mandibles suggests Au. afarensis link to robust australopiths. In: PNAS. Band 104, Nr. 16, 2007, S. 6568–6572, doi:10.1073/pnas.0606454104.
 Anthropologie: Lucy ist nicht mehr unsere Mutter! (Memento vom 6. Januar 2013 im Internet Archive). Im Original publiziert auf diepresse.com vom 10. April 2007.
12. ↑  Donald Johanson, Lucy und ihre Kinder, S. 21.
13. ↑  Steve Jones et al. (Hrsg.): The Cambridge Encyclopedia of Human Evolution. Cambridge University Press, 1992, S. 237.
14. ↑  Donald Johanson, Lucy und ihre Kinder, S. 57.
15. ↑  Maurice Taieb, Donald Johanson, Yves Coppens, Jean-Jacques Tiercelin: Expedition internationale de l'Afar, Ethiopie (4eme et 5eme Campagne 1975–1977): Chronostratigraphie des gisements a hominides Pliocene de l'Hadar et correlations avec les sites prehistoriques de Kana Gona. In: Comptes Rendus de l'Académie des Sciences de Paris. Band 287, 1978, S. 459–461.
16. ↑  Zeresenay Alemseged et al.: A juvenile early hominin skeleton from Dikika, Ethiopia. In: Nature. Band 443, 2006, S. 296–301, doi:10.1038/nature05047.
17. ↑  Fiorenzo Facchini: Die Ursprünge der Menschheit. Konrad Theiss Verlag, Stuttgart 2006, S. 76, ISBN 978-3806219913.
18. ↑  Susan Larson: Did Australopiths Climb Trees? In: Science. Band 338, Nr. 6106, 2012, S. 478–479, doi:10.1126/science.1230128.
19. ↑  Donald Johanson, Lucy und ihre Kinder, S. 73.
20. ↑  Philip L. Reno und C. Owen Lovejoy: From Lucy to Kadanuumuu: balanced analyses of Australopithecus afarensis assemblages confirm only moderate skeletal dimorphism. In: PeerJ. 3:e925, 2015, doi:10.7717/peerj.925.
21. ↑  Walter W. Ferguson: Revision of fossil hominid jaws from the plio/pleistocene of hadar, in ethiopia including a new species of the genus Homo (hominoidea: homininae). In: Primates. Band 25, 1984, S. 519–529, doi:10.1007/BF02381673.
22. ↑  Christopher B. Ruff, M. Loring Burgess, Richard A. Ketcham und John Kappelman: Limb Bone Structural Proportions and Locomotor Behavior in A.L. 288-1 („Lucy“). In: PLOS ONE. Band 11, Nr. 11, 2016: e0166095, doi:10.1371/journal.pone.0166095.
23. 1 2 3  Winfried Henke, Hartmut Rothe: Stammesgeschichte des Menschen. Springer, Berlin 1999, S. 126–127, ISBN 3-540-64831-3.
24. ↑  G. J. Sawyer, Viktor Deak: Der lange Weg zum Menschen, S. 36.
25. ↑  William H. Kimbel, Donald C. Johanson, Yoel Rak: The first skull and other new discoveries of Australopithecus afarensis at Hadar, Ethiopia. In: Nature. Band 368, 1994, S. 449–451, doi:10.1038/368449a0; William H. Kimbel, Yoel Rak, Donald C. Johanson et al.: A.L. 444-2: The Skull as a Whole. In: Dieselben: The Skull of Australopithecus afarensis. Oxford University Press, Oxford 2004, doi:10.1093/oso/9780195157062.003.0006.
26. ↑  Philipp Gunz, Simon Neubauer, Dean Falk et al.: Australopithecus afarensis endocasts suggest ape-like brain organization and prolonged brain growth. In: Science Advances. Band 6, Nr. 14, 2020, eaaz4729, doi:10.1126/sciadv.aaz4729. 
 Lucy hatte ein affenähnliches Gehirn. Auf: mpg.de vom 1. April 2020.
27. ↑  Hannah N. Farrell und Zeresenay Alemseged: Clavicular evidence for continued arboreality in Australopithecus afarensis. In: Journal of Human Evolution. Band 205, 2025, 103714, doi:10.1016/j.jhevol.2025.103714.
28. ↑  Donald Johanson, Lucy und ihre Kinder, S. 126.
29. ↑  Campbell Rolian, Adam D. Gordon: Reassessing manual proportions in Australopithecus afarensis. In: American Journal of Physical Anthropology. Band 152, Nr. 3, 2013, S. 393–406, doi:10.1002/ajpa.22365.
30. ↑  David J. Green, Zeresenay Alemseged: Australopithecus afarensis Scapular Ontogeny, Function, and the Role of Climbing in Human Evolution. In: Science. Band 338, Nr. 6106, 2012, S. 514–517, doi:10.1126/science.1227123.
31. ↑  Carol V. Ward et al.: Journal of Human Evolution. Band 63, Nr. 1, 2012, S. 1–51, doi:10.1016/j.jhevol.2011.11.012.
32. ↑  Donald C. Johanson, C. Owen Lovejoy, Albert H. Burstein, Kingsbury G. Heiple: Functional implications of the Afar knee joint. In: American Journal of Physical Anthropology. Band 44, Nr. 1, 1976, S. 188 (= American Association of Physical Anthropologists / Abstract of a paper to be presented at the forty-fifth annual meeting).
33. ↑  Donald Johanson, Lucy und ihre Kinder, S. 140.
34. ↑  William I. Sellers: Stride lengths, speed and energy costs in walking of Australopithecus afarensis: using evolutionary robotics to predict locomotion of early human ancestors. In: Journal of the Royal Society Interface. Band 2, Nr. 5, 2005, S. 431–441, doi:10.1098/rsif.2005.0060 
Lustwandeln bei Lucy und Co. Auf: wissenschaft.de vom 20. Juli 2005.
35. ↑  David A. Raichlen et al.: Laetoli footprints preserve earliest direct evidence of human-like bipedal biomechanics. In: PLOS ONE. Band 5, Nr. 3: e9769. 2010; doi:10.1371/journal.pone.0009769.
 Vormensch mit durchgedrücktem Kreuz. Auf: wissenschaft.de vom 20. März 2010.
36. ↑  Karl T. Bates et al.: Running performance in Australopithecus afarensis. In: Current Biology. Band 35, Nr. 1, 2025, S. 224–230. E4, doi:10.1016/j.cub.2024.11.025.
37. ↑  Yohannes Haile-Selassie et al.: An early Australopithecus afarensis postcranium from Woranso-Mille, Ethiopia. In: PNAS. Band 107, Nr. 27, 2010, S. 12121–12126, doi:10.1073/pnas.1004527107. Eine Abbildung des Skeletts ist zu finden auf der Website von Nature: Rex Dalton: Africa’s next top hominid. Ancient human relative could walk upright. doi:10.1038/news.2010.305.
38. ↑  Ann Gibbons: Lucy's 'Big Brother' Reveals New Facets of Her Species. In: Science. Band 328, Nr. 5986, 2010, S. 1619, doi:10.1126/science.328.5986.1619.
39. ↑  Carol V. Ward, William H. Kimbel, Donald C. Johanson: Complete Fourth Metatarsal and Arches in the Foot of Australopithecus afarensis. In: Science. Band 331, Nr. 6018, 2011, S. 750–753, doi:10.1126/science.1201463.
40. ↑  G. J. Sawyer, Viktor Deak: Der lange Weg zum Menschen, S. 42.
41. ↑  Donald Johanson, Lucy und ihre Kinder, S. 92.
42. ↑  Jonathan G. Wynn et al.: Diet of Australopithecus afarensis from the Pliocene Hadar Formation, Ethiopia. In: PNAS. Band 110, Nr. 26, 2013, S. 10495–10500, doi:10.1073/pnas.1222559110.
43. 1 2 3  L. Kohl-Larsen: Auf den Spuren des Vormenschen. Strecker und Schröder, Stuttgart 1943, Band 2, S. 379–381.
44. ↑  Im Originaltext wird der Fluss Garussi genannt, was auf ein scharfes „s“ hindeutet, das später in der englischen Transliteration verloren gegangen ist.
45. ↑  Pierre-François Puecha, François Cianfaranic, Helga Roth: Reconstruction of the maxillary dental arcade of Garusi Hominid 1. In: Journal of Human Evolution. Band 15, Nr. 5, 1986, S. 325–332, doi:10.1016/S0047-2484(86)80015-X.
46. ↑  Hans Weinert: Africanthropus njarasensis. In: Zeitschrift für Morphologie und Anthropologie. Band 38, Heft 2, 1939, Stuttgart (E. Schweizerbart), S. 252–308.
47. ↑  Wolfgang Abel: Kritische Untersuchungen über Australopithecus africanus Dart. In: Morph. Jahrbuch. Band 65, Nr. 4, 1931, S. 539–640.
48. ↑  E. Hennig: Quartarfaunen und Urgeschichte Ostafrikas. In: Naturwissenschaftliche Rundschau. Jahrg. 1, Nr. 5, 1948, S. 212–217.
49. ↑  Hans Weinert: Über die neuen Vor- und Frühmenschenfunde aus Afrika, Java, China und Frankreich. In: Zeitschrift für Morphologie und Anthropologie. Band 42, 1950, S. 113–148.
50. ↑  Phillip Tobias: Australopithecus, Homo habilis, Tool-Using and Tool-Making. In: The South African Archaeological Bulletin. Band 20, Nr. 80, 1965, S. 167–192 (zur Forschungsgeschichte speziell S. 169).
51. ↑  Shannon P. McPherron et al.: Evidence for stone-tool-assisted consumption of animal tissues before 3.39 million years ago at Dikika. In: Nature. Band 466, 2010, S. 857–860, doi:10.1038/nature09248.
Lucy's Kin Carved Up a Meaty Meal, Scientists Say. (Memento vom 30. März 2015 im Internet Archive). Im Original erschienen auf nytimes.com vom 11. August 2010 (mit Abbildungen der als Schnittspur interpretierten Ritzungen).
52. ↑  Manuel Domínguez-Rodrigo et al.: Configurational approach to identifying the earliest hominin butchers. In: PNAS. Band 107, Nr. 49, 2010, S. 20929–20934, doi:10.1073/pnas.1013711107.
53. ↑  Yonatan Sahle, Sireen El Zaatari, Tim White: Hominid butchers and biting crocodiles in the African Plio–Pleistocene. In: PNAS. Band 114, Nr. 50, 2017, S. 13164–13169, doi:10.1073/pnas.1716317114.